# بروتين الورم النقيي

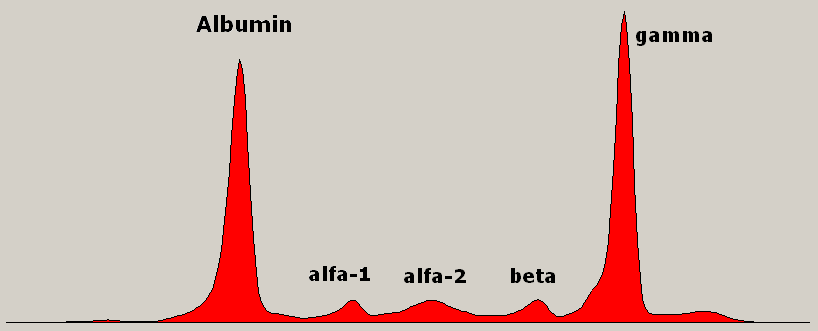
الرحلان الكهربائي لبروتين مصل الدم يظهر البارابروتين (حسكة/ذروة في منطقة جاما) في مريض يعاني من ورم نقوي متعدد.

 بروتين الورم النقيي أو بروتين الورم النقوي هو عبارة عن جسم مضاد غير طبيعي (جلوبيولين مناعي) أو -في أغلب الأحيان- جزء منه مثل سلسلة الجلوبيولين المناعي الخفيفة، يتم إنتاجه بشكل مفرط من خلال تكاثر أحادي النسيلة الغير طبيعي لخلايا البلازما عادةً في الورم النخاعي المتعدد، هناك مصطلحات أخرى لمثل هذا البروتين هي بروتين M أو مركب M أو حسكة M أو بروتين حسكة أو بارابروتين، تكاثر بروتين الورم النقيي له تأثيرات ضارة على الجسم، حيث يتسبب في ضعف وظائف المناعة ولزوجة الدم العالية («سمك» الدم)بشكل غير طبيعى واعتلال الكلى.

## التاريخ
في عام 1940 قدم أخصائى علم الأمراض في برلين الدكتور كيرت ابيتز مفهوم ومصطلح البارابروتين لأول مرة، ثم أصبح بعد ذلك الطبيب الأول لمعهد الأمراض في مستشفى شاريتيه.
مكنت البارابروتينات الدراسة التفصيلية للغلوبيولين المناعي مما أدى في النهاية إلى إنتاج أجسام مضادة وحيدة النسيلة في عام 1975.

## السبب
الورم النقيي هو سرطان في خلايا البلازما، حيث تنتج خلايا البلازما الجلوبيولينات المناعية والتي تسمى عادة الأجسام المضادة، هناك الآلاف من الأجسام المضادة المختلفة وكل منها يتكون من أزواج من السلاسل الثقيلة والخفيفة، يتم عادةً تجميع الأجسام المضادة في خمسة أنواع هي IgA و IgD و IgE و IgG و IgM، عندما يكون لدى شخص ما ورم نقيي فإن استنساخًا خبيثًا -خلية بلازما مارقة- تتكاثر بطريقة خارجة عن السيطرة، مما يؤدي إلى الإفراط في إنتاج الجسم المضاد المحدد الذي تم إنتاج الخلية الأصلية لإنتاجه، يحتوي كل نوع من الأجسام المضادة على عدد مختلف من أزواج السلاسل الخفيفة والسلاسل الثقيلة، ونتيجة لذلك هناك توزيع طبيعي مميز عن طريق الكتلة الجزيئىة لهذه الأجسام المضادة في الدم.
عندما يكون هناك استنساخ خبيث عادة ما يكون هناك إفراط في إنتاج جسم مضاد واحد، مما يؤدي إلى «ارتفاع» على التوزيع الطبيعي (ذروة حادة على الرسم البياني)، والذي يسمى حسكة M (أو ارتفاع أحادي النسيلة)، يصاب الناس أحيانًا بحالة تسمى MGUS (اعتلال غامائى وحيد النسيلة غير محدد الاهمية)، حيث يوجد إنتاج زائد لجسم مضاد واحد ولكن الحالة حميدة (غير سرطانية)، يمكن العثور على شرح للفرق بين الورم النقيي المتعدد و MGUS في دليل المرضى لمؤسسة المايلوما الدولية ومراجعة موجزة.
غالبًا ما يرتبط اكتشاف البارابروتينات في البول أو الدم باضطراب غاما وحيد النسيلة الحميد غير محدد الاهمية (MGUS)، حيث تظل البارابروتينات «صامتة» أي عديمة العلامات كما ترتبط بـ الورم النقوي المتعدد، يُعرف الفائض في الدم باسم وجود البارابروتين في الدم (البارابروتينيميا)، تشكل البارابروتينات شريطًا ضيقًا أو «حسكة» في رحلان البروتين الكهربائي حيث أنها كلها نفس البروتين بالضبط، لا تستطيع البارابروتينات مقاومة العدوى على عكس الاجسام المضادة للغلوبيولين المناعى الطبيعى.
يمكن لقياس سلسلة الضوء الخالي من المصل اكتشاف سلاسل الضوء الحرة في الدم، تسمى سلاسل الضوء الحرة وحيدة النسيلة في المصل أو البول بـ بروتينات بنس جونس.

## التفسير عند الاكتشاف
يتم تحديد مستويات البارابروتين في مصل الدم بأكثر من 30 جم/لتر لتشخيص الورم النخاعي الكامن وهو وسيط في مجموعة من الأمراض التدريجية الحرجة التي تسمى خلل التنسج في خلايا البلازما، عند ارتفاع مستوى البارابروتين (فوق 30 جم / لتر) في حالة تلف العضو النهائي (ارتفاع الكالسيوم، الفشل الكلوي، فقر الدم، أو آفات العظام) أو المؤشرات الحيوية الأخرى للأورام الخبيثة يتم تشخيص الورم النقوي المتعدد وذلك وفقًا لمعايير التشخيص في مجموعة عمل الورم النقيي الدولية التي تم تحديثها في 2014، يصنف الكشف عن البارابروتين في مصل أقل من 30 جم/لتر على أنه اعتلال غاما وحيدة النسيلة له أهمية غير محددة في الحالات التي تشكل فيها خلايا البلازما المستنسخة أقل من 10% على خزعة نخاع العظم ولا يوجد أي ضعف في الأعضاء أو الأنسجة المرتبطة بالورم النخاعي.